# Canthon juvencus
Canthon juvencus är en skalbaggsart som beskrevs av Edgar von Harold 1868. Canthon juvencus ingår i släktet Canthon och familjen bladhorningar. Inga underarter finns listade.